# Augustinô Phan Viết Huy
Augustinô Phan Viết Huy là một binh lính Nhà Nguyễn theo đạo Công giáo, tử vì đạo dưới triều vua Minh Mạng, được Giáo hội Công giáo Rôma phong Hiển Thánh vào năm 1988. 
Ông người làng Hạ Linh (nay thuộc giáo xứ Liên Thủy, xã Xuân Ngọc, huyện Xuân Trường, tỉnh Nam Định, thuộc Giáo phận Bùi Chu). Nghiệp binh lính nhưng ông vẫn lo chu toàn bổn phận gia đình. Mùa xuân 1839, giáo dân vùng Lục Thủy, phủ Xuân Trường, tỉnh Nam Định bị truy bắt gắt gao. Tổng đốc Nam Định Trịnh Quang Khanh truyền cho binh lính đạp lên Thánh Giá. Nhiều người lính Công giáo có cả Phan Viết Huy, Bùi Đức Thể và Đinh Văn Đạt đã nhắm mắt chấp nhận đạp lên ảnh Chúa. Về sau hối hận, ba người lính trở lại công đường để xin tuyên xưng đức tin. Ông Huy và ông Thể đã lặn lội vào kinh đô Huế trình sớ. Mùa hè năm 1839, vua Minh Mạng ngự giá, hai ông mặc đồ lính, bạo gan quỳ giữa đường dâng sớ. Nhà vua nghe xong phẫn nộ truyền mang hai ông ra cửa biển Thuận An hành quyết ngày 13 tháng 6 năm 1839.